# Tandartsassistent
Een tandartsassistent(e) is een werknemer die zelf geen tandartsopleiding heeft genoten, maar behulpzaam is bij het werk van een tandarts. Hij/zij zorgt voor de administratie, maar ook voor eenvoudige bereidingen (vullingen bijvoorbeeld) en voorbereidende werkzaamheden, zoals materiaal ontsmetten en klaarleggen.

## Nederland
In Nederland is het beroep van tandartsassistent(e) vrij verspreid. Zij hebben vaak een aangepaste mbo-opleiding achter de rug.

## Vlaanderen
In Vlaanderen voelde men ook de nood aan een aangepaste opleiding. Dit is het gevolg van een contingentering van het aantal tandartsen (samen met het toelatingsexamen voor de opleiding). Dit waren maatregelen om de ziektekosten terug te dringen. Mede door de steeds stijgende installatiekosten van een tandarts-cabinet, ontstaan er ook vaker groepspraktijken, zodat het gemeenschappelijk aanwerven van een assistent rendabel wordt.
VDAB startte op aandringen van het Verbond der Vlaamse Tandartsen (VVT) daarom in oktober 2006 met een versnelde opleiding van 80 à 90 kandidaten. Zij moeten in het bezit zijn van een diploma secundair onderwijs. De opleiding omvat:
- administratie en wetgeving
- materialen en producten
- tandheelkunde.

Vanaf 2008-2009 wordt de opleiding ook aangeboden op het niveau van het zevende jaar technisch secundair onderwijs, en via het volwassenenonderwijs.

## Trivia
- Er is door Peter de Koning een bekend nummer uitgebracht over de tandartsassistente.